# Ruizterania
Ruizterania is een geslacht uit de familie Vochysiaceae. De soorten komen voor in tropisch Zuid-Amerika.

## Soorten
- Ruizterania albiflora (Warm.) Marc.-Berti (Hooglandgronfolo)
- Ruizterania belemnensis (Ducke) Marc.-Berti
- Ruizterania cassiquiarensis (Spruce ex Warm.) Marc.-Berti
- Ruizterania esmeraldae (Standl.) Marc.-Berti
- Ruizterania ferruginea (Steyerm.) Marc.-Berti
- Ruizterania gardneriana (Warm.) Marc.-Berti
- Ruizterania nitida (Stafleu) Marc.-Berti
- Ruizterania obtusata (Briq.) Marc.-Berti
- Ruizterania retusa (Spruce ex Warm.) Marc.-Berti
- Ruizterania rigida (Stafleu) Marc.-Berti
- Ruizterania sacculata (Stafleu) Marc.-Berti
- Ruizterania trichanthera (Spruce ex Warm.) Marc.-Berti
- Ruizterania urceolata (Stafleu) Marc.-Berti
- Ruizterania wittrockii (Malme) Marc.-Berti